# 约翰·内斯肯斯
约翰·内斯肯斯（荷蘭語：Johannes "Johan" Jacobus Neeskens，1951年9月15日—2024年10月6日）是一名荷蘭足球運動員，曾代表國家隊出席1974年和1978年世界杯，他與已故荷蘭球王告魯夫及前國家隊主帥米高斯同被譽為全能足球創始人。

## 生平
尼斯堅斯是在家鄉海姆斯泰德展開球員生涯，1968年獲荷蘭班霸阿積士簽約。早年原本司職後衛，後改打中場負責策動攻勢。1971年他隨阿積士出戰當屆歐洲冠軍球會杯決賽，贏得冠軍。1974年他入選荷蘭國家隊出戰世界杯，當屆他以中場指揮官角色上場，在決賽開始僅2分鐘，以一記罰球先開紀錄。雖然及後只是贏得亞軍，但已嶄露頭角。
1974年他轉投加泰隆尼亞巴塞羅那，效力期間不算太成功，僅是贏得一屆西班牙國王盃冠軍，和1979年歐洲杯賽冠軍杯。1979年他轉赴美國發展，之後轉投多家歐洲小型球會至掛靴為止。他亦出席過1978年世界杯，在贏得亞軍後開始淡出，至1981年退出國家隊。
90年代開展教練生涯，曾擔任助教工作，包括荷蘭及澳洲國家隊，執教球會乃巴塞羅那，而他亦在2009年和列卡特過檔土耳其執掌加拉塔沙雷。2003年尼斯堅斯被球王比利選為FIFA 100成員之一。
2024年，内斯肯斯在阿尔及利亚参加荷兰足协的世界教练计划時他因身体不适送医，最終去世。

## 榮譽

### 俱樂部榮譽
阿積士
- 荷蘭足球甲級聯賽冠軍：1971/72年，1972/73年
- 荷蘭盃：1971年，1972年
- 歐洲冠軍盃：1970/71年，1971/72年，1972/73年
- 歐洲超級盃：1972年，1973年
- 洲際盃：1972年

巴塞羅那
- 西班牙國王盃：1978年
- 歐洲盃賽冠軍盃：1978/79年

紐約宇宙
- 北美足球聯賽（英语：North American Soccer League (1968–1984)）冠軍：1980年，1982年

### 國家隊榮譽
荷蘭
- 國際足協世界盃亞軍：1974年，1978年
- 歐洲足球錦標賽季軍：1976年

### 個人榮譽
- 2004年獲選FIFA 100成員之一